# Suré
Suré ist eine französische Gemeinde mit 278 Einwohnern (Stand: 1. Januar 2022) im Département Orne in der Region Normandie. Sie gehört zum Kanton Ceton im Arrondissement Mortagne-au-Perche. 

## Lage
Die Gemeinde Suré liegt an der Orne Saosnoise im Südwesten der Landschaft Perche an der Grenze zum Département Sarthe, 26 Kilometer westsüdwestlich von Alençon. Nachbargemeinden von Suré sind Belforêt-en-Perche im Nordosten, Osten, Süden und Südwesten, Marollette im Westen sowie Montgaudry im Nordwesten.

## Bevölkerungsentwicklung
| Jahr                       | 1962 | 1968 | 1975 | 1982 | 1990 | 1999 | 2010 | 2022 |
| -------------------------- | ---- | ---- | ---- | ---- | ---- | ---- | ---- | ---- |
| Einwohner                  | 292  | 279  | 241  | 253  | 258  | 291  | 269  | 278  |
| Quellen: Cassini und INSEE |      |      |      |      |      |      |      |      |

## Sehenswürdigkeiten

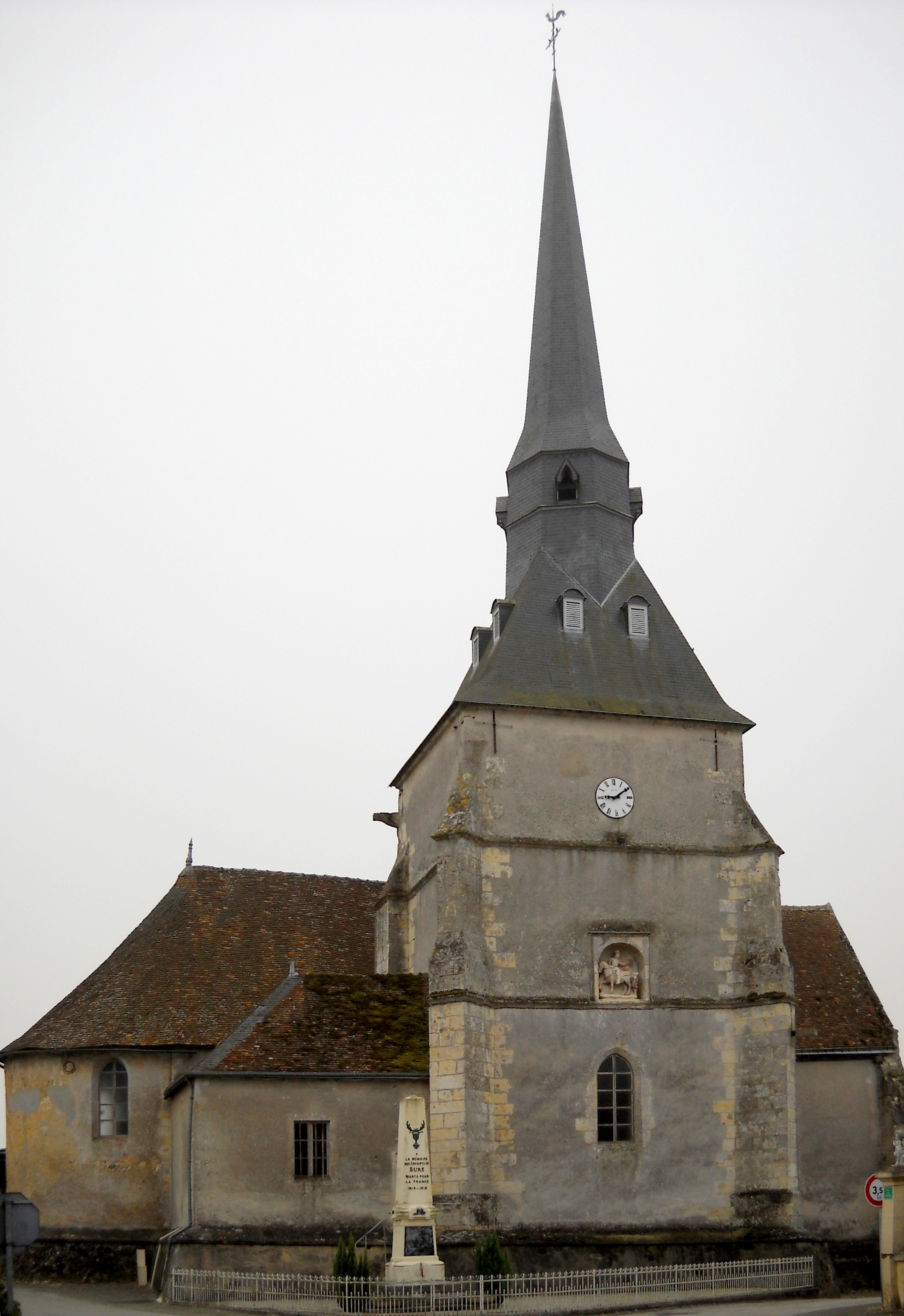
Kirche Saint-Martin
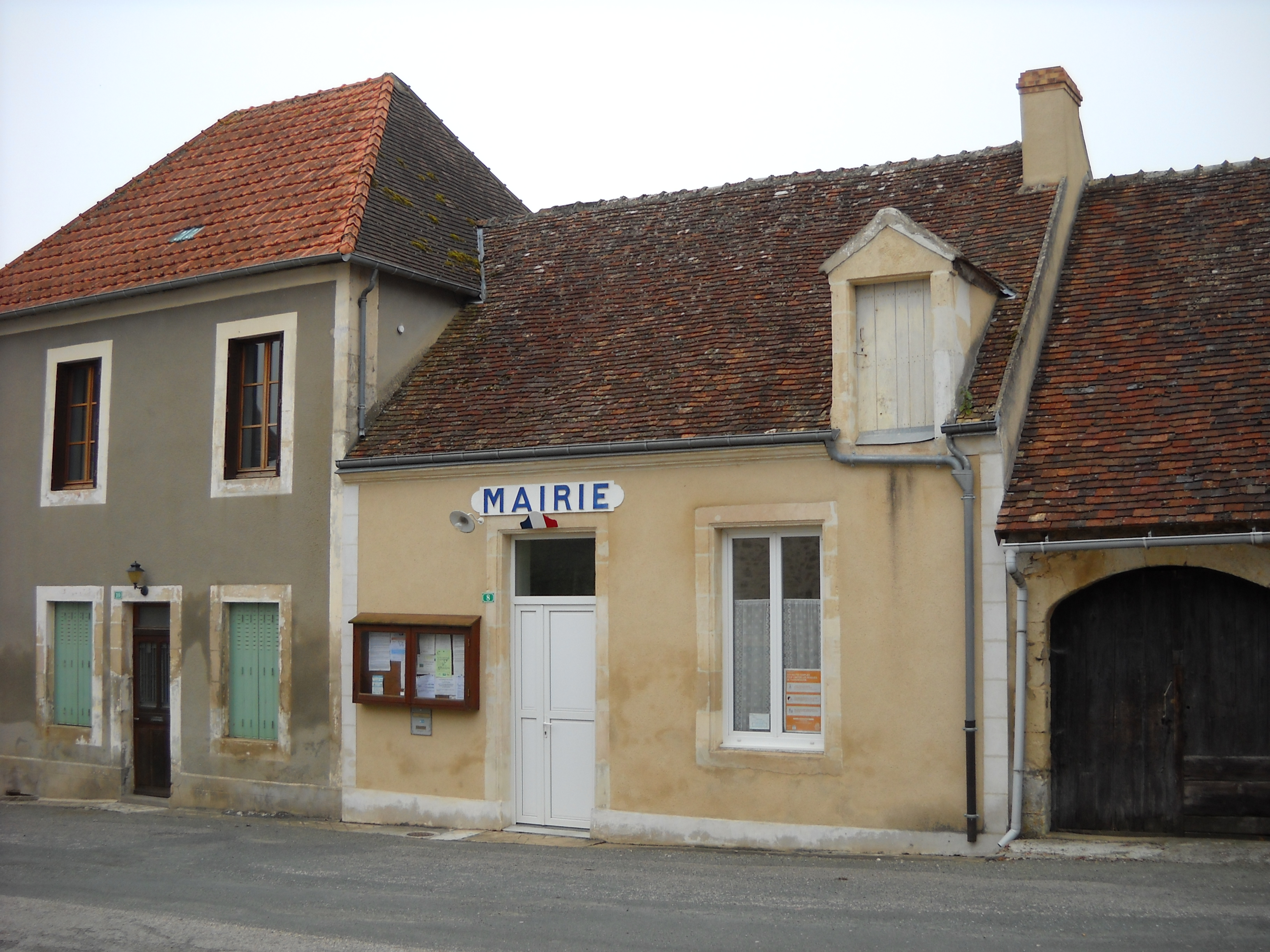
Mairie von Suré

- Kirche Saint-Martin
- Mairie von Suré